# Aratani Hiroki
Hiroki Aratani (sinh ngày 6 tháng 8 năm 1975) là một cầu thủ bóng đá người Nhật Bản.

## Sự nghiệp câu lạc bộ
Hiroki Aratani đã từng chơi cho Urawa Reds, Kawasaki Frontale, Omiya Ardija, Consadole Sapporo và Ventforet Kofu.